# Трауматско везивање
Трауматске везе (које се такође називају трауматичним везама) су емоционалне везе са појединцем (а понекад и са групом) које произилазе из понављајућег, цикличног обрасца злостављања, који се одржава повременим појачавањем кроз награде и казне.  Трауматска веза обично укључује жртву и починиоца у једносмерном односу у којем жртва формира емоционалну везу са починиоцем.  Ово се такође може концептуализовати као динамика доминираног-доминатора или динамике злостављаног-насилника. Два главна фактора су укључена у успостављање трауматске везе: неравнотежа моћи и повремено појачавање доброг и лошег третмана, или награда и казна.  Трауматично везивање се може јавити у областима романтичних односа, односа родитеља и деце, инцестуозних односа, култова, талачких ситуација, трговине сексом (посебно малолетника) или службених дужности међу војним особљем. 
Трауматске везе су засноване на терору, доминацији и непредвидивости. Како трауматска веза између насилника и жртве јача и продубљује, она доводи до конфликтних осећања узбуне, обамрлости и туге, који се појављују у цикличном обрасцу. Чешће него не, жртве немају слободу деловања и аутономију, а немају ни индивидуални осећај себе. Њихова слика о себи је дериват и интернализација концептуализације насилника о њима. 
Трауматске везе имају озбиљне штетне ефекте на жртву не само док веза траје, већ и изван тога. Неки дугорочни утицаји трауматског повезивања укључују, али нису ограничени на останак у насилним везама, штетне исходе менталног здравља као што су ниско самопоштовање, негативна слика о себи и повећана вероватноћа депресије и биполарног поремећаја, и одржавање трансгенерацијског циклуса злостављања.  Жртве које се трауматично повезују са својим злостављачима често нису у стању да напусте ове везе или су у стању да то учине само уз значајну принуду и потешкоће. Чак и међу онима који успеју да оду, многи се враћају у насилну везу због свеприсутности научене трауматске везе. 

## Контекст
Током 1980-их, Доналд Г. Дутон и Сузан Л. Пејнтер почели су да истражују концепт теорије трауматског везивања у контексту насилних веза и злостављаних жена. Овај рад је затим даље проучаван у контексту односа родитеља и деце, сексуалне експлоатације и још много тога. Патрик Карнес је развио термин да опише „злоупотребу страха, узбуђења, сексуалних осећања и сексуалне физиологије да би се запетљала друга особа“. Једноставнија и свеобухватнија дефиниција је да је трауматска веза: „снажна емоционална везаност између злостављане особе и њеног или њеног насилника, настала као резултат циклуса насиља“. Карнес је такође много радио на теорији трауматског везивања, истражујући је посебно у контексту издаје, која је укључивала експлоатацију поверења жртве, осећаја моћи или обоје, од стране злостављача. 

### Успостављање
Трауматске везе се формирају у динамици злостављани-насилник или жртва-виктимизатор. Жртва може успоставити трауматску везу са насилником у присуству перципиране претње од стране насилника, уверења да ће злостављач испунити претњу, перцепције неког облика љубазности од насилника, изолације од перспектива које не служе да продуби везу са траумом и уочени недостатак способности или капацитета да се напусти ситуација.
Први инцидент злостављања се често доживљава као аномалија, као једнократни случај који се јавља на почетку наизглед здраве и позитивне везе. Први инцидент често није озбиљан и испољавање наклоности и бриге од стране насилника након инцидента умирује жртву и обећава да се злостављање више не понавља. Међутим, касније, поновљени случајеви злостављања и малтретирања изазивају когнитивни помак у уму жртве: да је спречавање злостављања у њиховој моћи. Али у тренутку када неизбежност злостављања постане очигледна, веза емоционалне трауме је већ јака. 
Постоје два главна фактора који олакшавају формирање и наставак трауматске везе: неравнотежа снаге и повремени подстицај.

#### Неравнотежа снаге
Да би трауматска веза опстала, неопходно је да постоји разлика у моћи између злостављача и жртве тако да злостављач буде у позицији моћи и ауторитета. Неједнакост у моћи сама по себи може да произведе патологије код појединаца које могу ојачати трауматску везу. Након што доживи повремено кажњавање од стране злостављача/доминатора, који је на позицији високе моћи, жртва може интернализовати насилникову перцепцију о себи. Ово може резултирати тенденцијом да жртва самоокриви у ситуацијама насиља које врши насилник, што може негативно утицати на самопоимање жртве.
Негативна самопроцена може максимизирати емоционалну зависност од насилника, а циклична природа ове зависности и негативног самопоимања може на крају довести до формирања јаке емоционалне везе између жртве и насилника (тј. према особи која је у позиција моћи и ауторитета, од особе која није). Штавише, физичко, емоционално и сексуално злостављање се може користити за одржавање разлике у моћи.

#### Повремен подстицај
У вези са траумом, насилник повремено малтретира жртву у облику физичког, вербалног, емоционалног и/или психичког злостављања. Ово малтретирање је испреплетено позитивним понашањима као што је изражавање наклоности и бриге, показивање љубазности, давање поклона жртви и обећање да се злостављање неће поновити. Наизменични и спорадични периоди доброг и лошег третмана служе за повремено јачање жртве. Повремено подстицање производи обрасце понашања које је тешко прекинути. Тако развијају невероватно јаке емоционалне везе.

### Одржавање
Трауматске везе се такође могу одржавати ако је жртва финансијски зависна од насилника или има неко улагање у везу, као што је нпр. дете са насилником. 
Теорија когнитивне дисонанце такође може објаснити одржавање трауматске везе. Ова теорија постулира да када појединци доживе сукоб између својих веровања и деловања, они су мотивисани да уложе напоре да смање или елиминишу неподударност у покушају да минимизирају психолошку нелагодност која из тога произилази. У том смислу, жртве могу искривити своје спознаје о трауми и насиљу у вези како би задржале позитиван поглед на везу. Жртва уводи рационализацију понашања насилника, оправдања, минимизирање утицаја насиља насилника и самоокривљавање.
Сећања на злостављање се у потпуности појављују само када је ситуација слична по интензитету и доживљају оригиналној ситуацији терора.
Ако и када жртва коначно одлучи да напусти насилну везу, тренутно олакшање од трауматизирајућег насиља ће почети да јењава и дубока везаност настала као резултат повременог појачавања ће почети да излази на површину. Овај тренутни период рањивости и емоционалне исцрпљености ће вероватно покренути сећања на време када је насилник био привремено нежан и брижан. У жељи да још једном добије ту наклоност, жртва може покушати да се врати у однос злостављања. 
Снажна социјална подршка може бити заштитни фактор када је у питању очување функционисања жртве и обезбеђивање тампон у трауматским ситуацијама. 

### Улога привржености
Џон Боулби је тврдио да је сигурна везаност еволутивно здрава људска потреба која је превазишла чак и потребу за храном и репродукцијом. Везаност је истражена у динамици неговатељ-дете, али недавна истраживања су показала да принципи који објашњавају везаност између неговатеља и беба могу такође објаснити приврженост током нечијег животног века, посебно у контексту интимних односа и романтичних веза.
Везаност формирана током раног живота постављају основу за међуљудске односе, карактеристике личности и ментално здравље у будућности.  Бебе обично стварају везе са својим родитељима или непосредним старатељима. Харлоуово истраживање о мајмунима показује да новорођенчад мајмуна формулише везе привржености чак и са насилним мајкама (У експерименталној поставци, насилна 'мајка' је била мајмун направљен од тканине који је испоручивао благе шокове дојенчади мајмуна или је бацио малог мајмуна преко арене) . Ови налази се такође односе на везе људске привржености. Чак иу ситуацијама у којима су непосредни неговатељи насилни, људска одојчад и даље имају тенденцију да се вежу за њих - одбијање од неговатеља само појачава напоре да се повећа њихова близина и успостави веза привржености са њима.
Штавише, у ситуацијама опасности, људи траже повећану приврженост. Када су обични путеви везивања недоступни, људи имају тенденцију да се окрећу својим злостављачима. То доводи до развоја јаких веза и дубоких емоционалних веза са насилницима. Ова везаност – и за насилне неговатеље и за друге злостављаче у одсуству главног неговатеља – може бити прилагодљива краткорочно јер може помоћи у преживљавању. Али на дуге стазе, ова везаност је неприлагођена и може поставити темеље за, повећати рањивост, па чак и директно довести до повезивања трауме.

### Стокхолмски синдром
Концепт трауматског везивања се често меша са стокхолмским синдромом. Иако постоје свеобухватне сличности између њих двоје, посебно у контексту развијања емоционалне везе са жртвама, трауматично повезивање и стокхолмски синдром се разликују један од другог. Главна разлика је усмереност односа. Док је трауматска веза једносмерна у томе што само жртва постаје емоционално везана за виктимизатора, стокхолмски синдром је двосмеран. Другим речима, у случају стокхолмског синдрома, емоционална веза је реципрочна тако да се чини да насилник такође развија емоционалну везу према злостављаном и гаји позитивна осећања према злостављаном. 

## Области постојања

### У насилним везама
Трауматично, повезивање се јавља између људи у насилној вези. Веза је јача за људе који су одрасли у насилним домаћинствима јер им се чини да је то нормалан део односа. 
У почетку, насилник је недоследан у приступу, развијајући га у интензитету који можда није у складу са другим односима жртве. Тврди се да што дуже траје веза, људима је теже да напусте насилнике са којима су се повезали. 

#### Злостављане жене
Првобитно истраживање о претученим женама имало је гледиште да је повратак жртве у насилну везу показатељ личности са маном, тачније, мазохизмом.  Међутим, ово гледиште је постојало под „ хипотезом праведног света “. Другим речима, склоност ка окривљавању жртве произилази из веровања да је свет праведно и поштено место где се жртва сматра заслужном за било какве негативне последице. Међутим, истраживања о злостављаним женама и истраживања о трауматском везивању показала су да то није случај. У погледу одлуке злостављане жене да остане или се врати у насилну везу, у игри су многи фактори, у распону од породичне историје и очекивања улоге, преко приступа ресурсима, до динамике саме везе. Малтретирање уз периоде љубазности помаже формирању трауматске везе која чини да жртва гаји позитивна осећања према насилнику. 
Међу злостављаним женама, процес може објаснити као повремени циклус награде и казне. Током прве фазе долази до постепеног повећања напетости, након чега следи „експлозивни инцидент насиља“ у другој фази, након чега следи миран израз љубави и наклоности насилника током треће фазе. Понављајућа и циклична природа ових фаза доводи до трауматске везе. 

### Трговина сексом
Трауматске везе су изузетно честе у ситуацијама трговине сексом, груминга деце, комерцијалне сексуалне експлоатације деце (ЦСЕЦ) и односа сводник-проститутка.

#### Груминг
Подразумева успостављање и одржавање трауматских веза између детета и насилника. Поред фактора неравнотеже моћи и повременог појачања који доприносе повезивању трауме, дотеривање детета такође захтева задобивање поверења оних око детета. Постиже се динамика стицања поверења детета уз истовремено кршење његових граница. Посластице и путовања се користе као мито како би се приступило детету, као и да би се осигурало да се поштују. Интензивне привржености заједно са когнитивним дисторзијама продубљују везу.
Студија случаја из 2019. истражује живот једне особе која је била грумована. Жртвина перцепција насилника као доброчинитеља, злостављача као заменског родитеља и злостављача као контролора ума, све је допринело развоју трауматске везе између жртве и насилника. Што се тиче доброчинства, насилник је у овој студији случаја отишао изнад и даље да жртви да оно што јој је потребно: од добијања посла до давања парцеле за њихову прву кућу, насилник је увек био присутан као добротвор. Насилник је такође деловао као заменик родитеља, дајући савете и емоционалну подршку у кризним временима. Улоге насилника као добротвора и заменског родитеља представљале су добар третман неопходан за успостављање трауматске везе. Насупрот томе, насилникова улога као контролора ума укључивала је контролу и доминацију над тенденцијама које су опонашале испирање мозга. Ова комбинација перцепција успоставила је трауматичну везу коју је жртва наишла на невероватне потешкоће да напусти, јер би одбацивање емоционалне везе у целини такође укључивало одбацивање погодности и бенефиција - путовања, поклона, посластица, поверљиве особе и старатеља.
У горе поменутој студији случаја, злостављач је жртви дао савете за каријеру и чак га је покупио и одвео у школу. Затим, на почетку пунолетства, злостављач је жртви дао земљиште за изградњу свог дома и постао особа којој је жртва довела свог партнера кући. Све у свему, како су се развојне потребе жртве развијале, тако се развијао и одговор насилника, тако да је једина стална ствар била потреба жртве за наклоношћу. Односно, насилник је био „у стању да искористи потребе [жртве] у односима“ све док жртва није могла да задовољи те потребе на друге начине. 

#### Комерцијална сексуална експлоатација деце (КСЕД)
Комерцијална сексуална експлоатација деце (КСЕД) може изазвати исцрпљујућу физичку и психичку трауму. Ово може појачати понашање које преузима ризик и повећати дисрегулацију импулса што може додатно угрозити способност детета да концептуализује, разуме, успоставља и одржава границе. Ово може довести до забуне у погледу тога шта подразумевају безбедност, приврженост, интимност и љубазност, што резултира формирањем трауматске везе са насилником/трговцем која се заснива на искривљеним перцепцијама о безбедности и љубазности. Веза трауме се продубљује и јача када се изолација и претње преживљавању повећавају, приморавајући жртву да скоро у потпуности зависи од насилника за преживљавање и заштиту. Ова повећана емоционална зависност од насилника нормализује емоционално насиље које жртва доживљава од стране насилника и постепено жртва развија осећај поверења и сигурности - иако искривљен - према насилнику. 

##### Траума принудне везе
Везивање трауме напредује у присуству неравнотеже моћи и повременог понашања награђивања/казне. Трауматско принудно везивање, с друге стране, има два додатна елемента: друштвену изолацију и уочену немогућност да се побегне из ситуације. Пошто су ова два елемента кључна за искуства жртава КСЕД-а, њихове везе са насилницима се боље описују као трауматске принудне везе. Елемент принуде конкретизован друштвеном изолацијом и уоченом немогућношћу бекства чини везу трауме сложенијом и далеко дубљом укорењеном. Употреба присилног повезивања трауме обухвата психосоцијалну динамику односа.

### Односи родитељ-дете
Трауматске везе у динамици родитељ-дете или старатељ-дете могу настати или из злостављања, занемаривања или из инцестуозних односа.

#### Злостављање и/или занемаривање
Деца одбацивих старатеља или окрутних/сурових старатеља могу развити несигурне привржености. Недоследности у награђивању и кажњавању (тј. повремено појачавање доброг и лошег третмана) могу нагласити наклоност коју дете добија од родитеља, што доводи до расцепа између злостављања и љубазности тако да дете настоји да формира укупан позитиван поглед на старатеља и стога се фокусира само на наклоност и љубазност коју добијају. Све у свему, трауматска веза се развија тако да дететов осећај себе потиче из његове емоционалне зависности од ауторитета.

#### Инцест
Инцестуозни односи између родитеља и деце негују трауматске везе сличне онима које преовладавају код жртава трговине људима. Сви учесници студије из 1994. о трауми код одраслих преживелих инцеста показали су неку врсту трауматске везе са својим злостављачима. Они који су сами пријавили мање продорну трауму такође су изјавили да су имали стални контакт са насилником, док су они који -пријављена свеобухватнија траума показала је активно избегавање одржавања везе са насилником. У инцестуозној динамици родитељ-дете, студија је открила да одржавање нездравог односа са насилником доприноси трауми и одржава трауматску везу. 
Ово је у складу са идејом да су трауматске везе токсичне и да их је тешко напустити због инхерентне неравнотеже моћи, која је, у односима родитељ-дете, још распрострањенија него у другим ситуацијама. Инцестуозни односи такође имају додатни слој трауме издаје, који произилази из експлоатације поверења жртве. 

### Војска
Трауматске везе могу се развити у војним окружењима. Студија из 2019. која истражује овај специфичан феномен покушала је да разуме трауматичну везу која се развила између јапанских војника и корејских „ жена за утеху “ усред Другог светског рата. Траума је у овом случају била двострука: не само да се трауматска веза развила у динамици злостављани-насилник, већ је и сама траума била резултат рата и овековечен је ратом. Док су односи пружали јапанским војницима емоционално олакшање и бекство од насиља рата и тираније виших официра, они су корејским 'женама за утеху' пружили толико жељену заштиту и љубазност од војника.
Војници би се понашали агресивно и насилно према 'женама за утеху' и често би их сексуално искоришћавали. Користили би тактику застрашивања да би потврдили доминацију и подстакли принуду. Међутим, ово злостављање би било прошарано љубазношћу и емпатијом војника, чија су расположења - и касније понашање и интеракције - били веома зависни од времена и контекста у смислу рата који је у току. Без обзира на то, испрекидана љубазност омогућила је формирање и одржавање трауматске везе. Повремене награде су понекад биле и опипљивије, у виду хране, излета и физичке заштите. Корејске 'жене за утеху' су на крају постале емоционално зависне од јапанских војника и почеле су да повезују ову зависност са сопственим осећајем моћи, успостављајући тако трауматску везу која је за неке опстала чак и након што је рат завршен. 

## Исходи
Трауматично везивање има много краткорочних и дугорочних утицаја на злостављане. Може натерати људе да остану у насилним везама, негативно утиче на слику о себи и самопоштовање, одржава трансгенерацијске циклусе злостављања и резултира негативним исходима менталног здравља као што је повећана вероватноћа развоја депресије и/или биполарног поремећаја. 

### Остати у насилним везама
Због исцрпљујуће психолошке манипулације укључене у развој трауматске везе, злостављани људи имају тенденцију да остану у насилним везама зато што се перципиране последице напуштања везе чине далеко негативнијим од последица останка у насилној вези.
У таквим односима, малтретирање је често испреплетено делићима утехе и мира који укључују изражавање љубави, и/или опште љубазности насилника према злостављаном. Ово повремено подстицање награде (овде, насилникова љубав и доброта) усред свих злостављања постаје оно за шта жртва почиње да се држи. Дакле, жртве имају тенденцију да постану емоционално зависне од насилника и граде уверење да је њихов опстанак зависан од примања љубави насилника.  Поред тога, пружање повремене љубави и наклоности чини жртву да се држи наде да се ствари могу променити. Штавише, самоокривљавање, страх од друштвене стигме и срамоте, страх од усамљености у одсуству партнера и недостатак или слаба друштвена подршка друге породице и пријатеља такође доприносе томе да појединци остану у насилним везама.

### Перпетуација трансгенерацијских циклуса злостављања
Људи који су искусили трауму и трауматске везе могу - свесно или несвесно - поновити циклус злостављања. Другим речима, жртве које су биле трауматично повезане са насилницима могу и саме постати насилници. 
На пример, у студији из 2018. о осуђеним убицама деце, истраживачи су открили да су неговатељи који су починили убиство деце доживели трауматска искуства и имали трауматске везе са насилницима у раним животима. Појединци са окрутним и/или одвратним неговатељима вероватно ће развити несигурне привржености које резултирају мноштвом проблема, укључујући поремећај емоционалне регулације и став збуњености према неговатељу, који постаје извор утехе као и страха. Ове штетне везаности могу се манифестовати иу односу појединца са сопственом децом. Проблеми везаности и болна сећања на трауматске везе са сопственим неговатељима могу се покренути и појединци могу показати повећану и несразмерну агресију према свом детету, а неке кулминирају убиством. У овој студији, учесници су искусили физичко злостављање, сексуално злостављање, недостатак заштите од спољашњих опасности, напуштање, емоционално одбацивање и још много тога од својих старатеља. Ипак, учесници су изразили безусловну љубав према свом неговатељу, са жељом да задрже укупан позитиван поглед на њих. У њиховим сталним напорима да остваре емоционалну везу, подстакла је трауматска веза. 

### Неурофизиолошки исходи
Искуство боравка у трауматској вези може имати негативне неуробиолошке и неурофизиолошке исходе. Тело жртве трауматске везе је у сталном стању одговора „бори се или бежи“, што може повећати нивое кортизола који могу имати каскадни ефекат и покренути друге хормоне. Упорни, хронични стрес такође може ометати ћелијски одговор у телу, чиме негативно утиче на имунитет, здравље органа, расположење, ниво енергије и још много тога.  Студија спроведена 2015. године открила је да је успостављање трауматске везе у детињству такође повезано са дисфункцијом амигдале, неуробихејвиоралним дефицитима и повећаном рањивости на психијатријске поремећаје касније у животу. 

### Неповољни исходи менталног здравља
Везивање трауме је повезано са неколико негативних исхода менталног здравља и благостања. Као резултат самог злостављања и њихове емоционалне зависности од злостављача, жртве имају тенденцију да развију слику о себи која је невероватно негативна. „Контролисање, ограничавање, деградирање, изоловање или доминација“ злостављања има погубан ефекат на слику о себи и самопоштовање злостављаних и ово психичко злостављање је далеко опасније од физичког.  У студији из 2010. о злостављаним женама које су себе етикетирале као „глупе“, истраживачи су открили да су жртве које су се осећале као да су дозволиле да буду малтретиране и жртве које су остале у насилним везама етикетирале себе као „глупе“ због тога.  Ово даље доприноси негативној слици о себи и одржавању ниског самопоштовања, што подстиче лоше самопоимање, што, заузврат, негативно утиче на ментално благостање. Исто је примећено иу претходно поменутој студији случаја о дотеривању. 
Везивање трауме такође може довести до дисоцијативних симптома који би могли бити механизам самоодржања и/или суочавања. Неуробиолошке промене такође могу утицати на развој мозга и ометати учење. Интернационализација психолошке манипулације и трауме може изазвати анксиозност и повећати вероватноћу ангажовања у понашању које преузима ризик. Штавише, изолација укључена у везивање трауме може подстаћи генерално искривљен осећај поверења, чинећи жртве рањивим на ситуације које их могу ретрауматизовати или ревиктимизирати. Жртве такође могу имати тенденцију да или потпуно одбаце или минимизирају опасна, штетна понашања око себе. 
Трауматске везе у односима родитељ-дете (где је дете жртва, а родитељ злостављач) такође могу довести до симптома депресије касније у животу. У студији из 2017. која ово истражује, откривено је да је родитељски стил „бездушне контроле“, који карактерише висока заштита и ниска брига родитеља, главни предиктор депресивних симптома за жртву. Другим речима, присуство лоше родитељске везе у комбинацији са трауматским везама у детињству повећало је вероватноћу да дете развије симптоме депресије у будућности. Негативна слика о себи се формира када осећање неадекватности и безнађа опстаје и када га неговатељи појачавају. Ово може довести до проблема менталног здравља као што су депресија, биполарни поремећај, манија, самоубиство и злоупотреба супстанци које могу бити свеприсутне и доживотне. 